# Кірою-Сату-Ноу
Кірою-Сату-Ноу (рум. Chiroiu-Satu Nou) — село у повіті Яломіца в Румунії. Входить до складу комуни Дрегоєшть.
Село розташоване на відстані 35 км на північний схід від Бухареста, 69 км на захід від Слобозії, 136 км на південний схід від Брашова.

## Населення
За даними перепису населення 2002 року у селі проживали 53 особи, усі — румуни. Усі жителі села рідною мовою назвали румунську.